# Dimitrie Grama
Dimitrie Grama (ur. 25 października 1947) – szwedzki lekkoatleta, sprinter, halowy mistrz Europy z 1974.
Zdobył złoty medal w sztafecie 4 × 2 okrążenia na halowych mistrzostwach Europy w 1974 w Göteborgu (sztafeta biegła w składzie: Michael Fredriksson, Gert Möller, Anders Faager i Grama). Na mistrzostwach Europy w 1974 w Rzymie zajął 7. miejsce w sztafecie 4 × 400 metrów i odpadł w eliminacjach sztafety 4 × 100 metrów.
Grama był wicemistrzem Szwecji w sztafecie 4 × 400 metrów w 1972 i 1973 oraz brązowym medalistą w tej konkurencji w 1974  i w sztafecie 4 × 100 metrów w 1977. W hali był mistrzem w sztafecie 4 × 400 metrów w 1972 oraz brązowym medalistą w biegu na 60 metrów w 1972 i 1973.
Był rekordzistą Szwecji w sztafecie 4 × 100 metrów z wynikiem 39,59 s, osiągniętym 17 sierpnia 1974 w Helsinkach.